# Cantón de Seyssel (Alta Saboya)
El cantón de Seyssel de Alta Saboya era una división administrativa francesa que estaba situada en el departamento de Alta Saboya y la región de Ródano-Alpes.

## Composición
El cantón estaba formado por once comunas:
- Bassy
- Challonges
- Chêne-en-Semine
- Clermont
- Desingy
- Droisy
- Franclens
- Menthonnex-sous-Clermont
- Saint-Germain-sur-Rhône
- Seyssel
- Usinens

## Supresión del cantón de Seyssel de Alta Saboya
En aplicación del Decreto n.º 2014-153 de 13 de febrero de 2014, el cantón de Seyssel de Alta Saboya fue suprimido el 22 de marzo de 2015 y sus 11 comunas pasaron a formar parte del nuevo cantón de Saint-Julien-en-Genevois.